# SPY Records
SPY Records bylo americké nezávislé hudební vydavatelství, které v roce 1977 založili John Cale a Jane Friedman.

## Historie
Vydavatelství v roce 1977 založili John Cale a tehdejší manažerka Patti Smith Jane Friedman, která byla v té době také Caleovou přítelkyní. Vydavatelství sídlilo na 250 West 57th Street v New Yorku a finanční prostředky získávalo od Michaela Zilkhy.
Koncepce vydavatelství byla, že všechna alba bude produkovat John Cale. Distributorem tohoto vydavatelství byla společnost I.R.S. Records. Autorem loga byl Michel Esteban; použil v něm oko z obalu Caleova alba Fear. V roce 1978 Esteban ze SPY Records odešel a spolu se Zilkhou založil vydavatelství ZE Records. První nahrávkou, kterou společnost SPY Records vydala, bylo extended play kapely Harry Toledo & The Rockets.
SPY Records zaniklo v roce 1980. John Cale vydal tři alba Music for a New Society (1982), Caribbean Sunset (1984) a Comes Alive (1984) u ZE Records.

## Diskografie
- SPY 001: Harry Toledo & The Rockets – „Busted Chevrolet“ EP (7", EP)
- SPY 002: The Necessaries – „You Can Borrow My Car“ (7", singl)
- SPY 003: Lester Bangs – „Let It Blurt / Live“ (7", singl)
- SPY 004: Model Citizens – „Untitled“ (7", EP)
- SPY 005: Marie et les Garçons – „Rebop“ / „Attitudes“ (7", singl)
- SP004: John Cale – Sabotage/Live (LP)

Dále Cale pro vydavatelství produkoval nahrávky skupiny Sic F*cks. Ty však zůstaly nevydané, stejně jako nahrávky kapel The Loose Screws, The Poles a The Reasons. Rovněž bylo v plánu vydání nahrávek Boba Neuwirtha, z čehož však sešlo. Brzy po svém vzniku vydavatelství podepsalo nahrávací smlouvy s kapelami No-No Band a Readymades a zpěvačkou Geraldine Fitzgerald; nahrávky žádného z těchto umělců však nakonec nebyly realizovány.